# 라두 드러구신
라두 마테이 드러구신(루마니아어: Radu Matei Drăgușin, 루마니아어 발음: [ˈradu maˈtej drəguˈʃin], 2002년 2월 3일~)은 루마니아의 축구 선수로 포지션은 수비수이다. 현재 프리미어리그의 토트넘 홋스퍼 FC와 루마니아 축구 국가대표팀에서 활동하고 있으며 주 포지션은 중앙 수비수이나 라이트백 또한 소화할 수 있다. 대한민국에서는 성 'Drăgușin'을 'Dragusin'으로 읽은 라두 드라구신으로도 알려져 있다.
드러구신은 2020년 이탈리아 클럽 유벤투스에서 시니어 경력을 시작했고, 그 해 말 18세의 나이로 1군 데뷔를 등록했다. 삼프도리아, 살레르니타나, 제노아로 각각 임대된 후, 그는 2023년 후자와 영구 계약을 체결했다. 다음 해 1월, 그는 초기 2,500만 유로(2,150만 파운드)의 이적료로 잉글랜드 팀 토트넘 홋스퍼에 합류하여 역대 가장 비싼 루마니아 축구 선수가 되었다.

## 어린 시절
드러구신은 부쿠레슈티에서 각각 루마니아 농구와 배구 국가대표 출신인 스베틀라나 드러구신과 단 드러구신에서 태어났다. 그에게는 농구 선수인 메이라라는 여동생이 있다.

## 구단 경력

### 유벤투스
2018년, 첼시, 파리 생제르맹, 아틀레티코 마드리드의 관심으로 드러구신는 26만 유로의 이적료로 이탈리아 클럽 유벤투스로 이적했다. 처음에 17세 이하 선수로 배정된 그는 빠르게 19세 이하 팀으로 이적했다. 2020년 1월 25일, 세리에 C 2019-20년 시즌 중반, 드러구신은 아우로라 프로 파트리아와의 경기에서 36분에 라파엘 알키비아드와 교체 투입되어 유벤투스 U-23 데뷔 전을 치렀다.

### 제노아
2022년 7월 14일, 드러구신은 세리에 B의 제노아로 임대되어 이적할 수 있는 옵션을 받았다. 2023년 1월 25일, 그의 에이전트는 그가 몇 가지 목표를 달성한 후 영구 이적 조항이 발동되었다고 발표했다. 그는 2022-23 시즌 동안 모든 대회에 40경기에 출전하여 4골을 넣었는데, 제노아는 리그 2위를 차지했고 세리에 A로 직접 승격되었다.
드러구신은 2023년 11월 10일, 1-0으로 이긴 엘라스 베로나와의 안방 경기에서 후자의 대회 첫 골을 기록했다. 12월 21일, 그는 《가제타 스포르투릴로르》 신문에 의해 2023년 루마니아 올해의 축구 선수상 수상자로 발표되었다. 8일 후, 그는 1-1로 비긴 인터 밀란과의 안방 경기에서 헤딩골을 성공시키며 동점골을 넣었다.

### 토트넘 훗스퍼
2024년 1월 11일, 토트넘 홋스퍼와 바이에른 뮌헨의 이적 제안이 보도된 가운데, 드러구신은 2030년 6월까지 계약을 체결하며 전자에 합류했다. 2,500만 유로 (2,150만 파운드)의 이적료가 보장되면서, 그는 2003년 아드리안 무투가 엘라스 베로나에서 첼시로 이적할 때 기록했던 2,250만 유로 (1,580만 파운드)를 넘어 가장 비싼 루마니아 축구 선수가 되었다. 제노아는 추가 비용으로 500만 유로 (430만 파운드)를 더 받을 수도 있다.
드러구신은 1월 14일, 맨체스터 유나이티드와의 경기에서 85분에 올리버 스킵과 교체 투입되어 프리미어리그 데뷔 전을 치렀다.
2024년 9월 26일, 드러구신은 가라바흐를 상대로 유럽 대회 데뷔 7분 만에 퇴장당해 3-0으로 승리하며 UEFA 유로파리그 리그 무대를 밟았다.

## 국가대표팀 경력
드러구신는 2021년 UEFA U-21 축구 선수권 대회의 감독인 아드리안 무투에 의해 선정되었으며, 이전에 루마니아 U-21 국가대표팀으로 두 번 출전했다. 그는 독일과의 무득점 무승부에서 63분에 부상을 입은 알렉스 파슈카누와 교체되어 결승전에 단 한 번 출전했다.
드러구신은 2022년 3월, 처음으로 루마니아 국가대표팀에 차출되었고, 그 달 25일 그리스와의 친선 경기에서 88분에 출전하여 데뷔 전을 치렀다. 이듬해, 그는 유로 2024 예선 10경기에 모두 선발 출전하여 자국의 1조 무패 우승을 도왔다.
2024년 6월 7일, 드러구신은 UEFA 유로 2024에서 루마니아 국가대표팀에 이름을 올렸다. 그는 대회 4경기에 모두 선발 출전하여 안드레이 부르커와 수비 파트너십을 맺었고, 루마니아는 조 1위를 차지했지만 16강에서 네덜란드에 밀려 탈락했다.
드러구신은 2024년 10월 12일, 키프로스와의 원정 경기에서 루마니아 국가대표팀 첫 성인 국가대표 골을 넣으며 3-0으로 승리하며 2024-25년 UEFA 네이션스리그 시즌을 앞두고 있다.

## 플레이 스타일
장신의 센터백인 드러구신은 버질 판 데이크를 참고인으로 꼽았는데, 이후 포지션 감각과 점유율 면에서 자신감을 비교받고 있다. 드러구신은 가끔 라이트백으로도 활약했다.

## 수상
유벤투스
- 코파 이탈리아: 2020–21
- 수페르코파 이탈리아나: 2020

토트넘 홋스퍼
- UEFA 유로파리그: 2024–25